# ماري أليس مونرو
ماري أليس مونرو (بالإنجليزية: Mary Alice Monroe)‏ (25 مايو 1960، إيفانستون في الولايات المتحدة)؛ روائية أمريكية.